# HbA1c
HbA1c, Hemoglobine A1c of geglyceerd hemoglobine is een vorm van hemoglobine die ontstaat door de versuikering van de β-keten van het hemoglobinemolecuul. In het bloed bindt een glucosemolecuul (niet-enzymatisch) met het N-eindstandige aminozuur van de β-keten van hemoglobine. In een klinisch chemisch laboratorium kan de hoeveelheid HbA1c in bloed gemeten worden. Dit wordt als parameter gebruikt bij het volgen van diabetespatiënten. Het HbA1c is normaal en fysiologisch, maar een verhoogde bloedspiegel geeft wel een onderliggende pathologische toestand weer.

## Herkomst van de naam
Er bestaan verschillende vormen van hemoglobine (Hb). De soort die bij volwassenen het meest voor komt, is HbA (A komt van 'Adult', volwassene, in tegenstelling tot HbF van 'foetaal'). Daarnaast bestaan nog vele pathologische varianten, zoals bijvoorbeeld HbS bij sikkelcelanemie.

Hemoglobine dat nieuw in ons lichaam vormt is HbA0. Wanneer er zich stoffen aan het hemoglobine binden, noemt men het HbA1. Er zijn verschillende stoffen die zich in de loop van de tijd vanzelf (zonder tussenkomst van enzymen) op een dergelijke manier binden. Als die stof fructose-1,6-difosfaat is, ontstaat HbA1a1; bij binding met glucose-6-fosfaat ontstaat HbA1a2. Bij binding van D-glucose ontstaat HbA1c.

Er bestaat ook een HbA2. Dat is een variant die voorkomt bij de erfelijke bloedziekte β-thalassemie.

## Geschiedenis
Hemoglobine A1c werd voor het eerst onderscheiden van andere soorten hemoglobine door Huisman en Meyering in 1958, die gebruik maakten van chromatografie. Het werd voor het eerst gecategoriseerd als een glycoproteïne door Bookcin en Gallop in 1968. Dat de gemiddelde waarden hoger lagen bij diabetespatiënten werd voor het eerst beschreven in 1969 door Samuel Rahbar e.a. De chemische reacties die HbA1c vormen werden beschreven door Bunn en zijn collega’s in 1975. Het gebruikmaken van hemoglobine A1c om te zien in hoeverre diabetespatiënten hun suikerwaarden onder controle hebben, werd voorgesteld in 1976 door Anthony Cerami, Ronald Koenig en collega’s.

## Fysiologie
Hemoglobine bevindt zich voornamelijk in rode bloedcellen. Die circuleren zo'n 80 tot 120 dagen in het bloed alvorens te worden afgebroken. In het bloed hecht glucose zich aan het hemoglobine, waarna het niet opnieuw kan loslaten. Hoe meer glucose zich in het bloed bevindt, hoe meer er zich zal hechten aan het hemoglobine. De HbA1c-waarde geeft daarom bij benadering weer wat de gemiddelde glucoseconcentratie in het bloed was gedurende de 2 à 3 maanden ervoor.

## Hemoglobine A1cen diabetes
Bij diabetespatiënten wordt van bovenstaande methode gebruik gemaakt om de gemiddelde glucosewaarde in het bloed over een langere periode te meten. Hoe hoger het glucosegehalte en hoe langer de tijd dat deze waarde bleef behouden, hoe hoger het HbA1c zal zijn. En andersom: hoe minder het lichaam te lijden heeft van een hyperglykemie, hoe minder het hemoglobine 'versuikerd' wordt, en dus hoe lager het HbA1c is.
Uitzonderlijk worden bij patiënten die aan bloedarmoede lijden de rode bloedcellen versneld afgebroken, waardoor het HbA1c een vals-normale uitslag geeft bij een verhoogd bloedsuikergehalte; in dat geval kan fructosamine bepaald worden.
De internationale standaardeenheid waarin de HbA1c-waarde wordt uitgedrukt is sinds 6 april 2010 veranderd van % naar mmol/mol, hoewel veel patiënten en artsen de procentuele waarden blijven gebruiken. De streefwaarde bij diabetespatiënten is 53 mmol/mol (7%) of lager. Een daling van de HbA1c-waarde van 11 mmol/mol komt overeen met een daling van 1%. De conversie tussen de eenheden wordt gegeven door de vergelijking
HbA1c-waarde (in mmol geglyceerd hemoglobine per mol hemoglobine) = 10,93 × HbA1c-percentage (in %) − 23,5
De verhouding tussen het HbA1c-percentage en de gemiddelde bloedsuikerwaarden (gbs) over de laatste 2 tot 3 maanden wordt benaderd door de vergelijking
gbs (in mg/dl) = 28,7 × HbA1c (in %) − 46,7
gbs (in mmol/l) = 1,59 × HbA1c (in %) − 2,59
Dat geeft onderstaande tabel (de getallen tussen haakjes zijn 95% betrouwbaarheidsintervallen):
| Hemoglobine A1c | Hemoglobine A1c | Gemiddelde bloedsuikerwaarde | Gemiddelde bloedsuikerwaarde |
| (%)             | (mmol/mol)      | (mg/dl)                      | (mmol/l)                     |
| --------------- | --------------- | ---------------------------- | ---------------------------- |
| 5               | 31              | 97 (76-120)                  | 5,4 (4,2-6,7)                |
| 6               | 42              | 126 (100-152)                | 7,0 (5,5-8,5)                |
| 7               | 53              | 154 (123-185)                | 8,6 (6,8-10,3)               |
| 8               | 64              | 183 (147-217)                | 10,2 (8,1-12,1)              |
| 9               | 75              | 212 (170-249)                | 11,8 (9,4-13,9)              |
| 10              | 86              | 240 (193-282)                | 13,4 (10,7-15,7)             |
| 11              | 97              | 269 (217-314)                | 14,9 (12,0-17,5)             |
| 12              | 108             | 298 (240-347)                | 16,5 (13,3-19,3)             |
| 13              | 119             | 326 (260-380)                | 18,1 (15-21)                 |
| 14              | 130             | 355 (290-410)                | 19,7 (16-23)                 |
| 15              | 140             | 384 (310-440)                | 21,3 (17-25)                 |

## HbA1cen Helicobacter pylori
De aanwezigheid van de bacterie Helicobacter pylori kan een verhoging van het HbA1c geven zonder dat er sprake is van diabetes mellitus. Dat komt vooral voor bij mensen met een hoge BMI.